# Rue Pierre-Reverdy
La rue Pierre-Reverdy est une voie du 19e arrondissement de Paris, en France.

## Situation et accès
La rue Pierre-Reverdy est une voie mixte située dans le 19e arrondissement de Paris. Elle débute au 8, rue de la Moselle et se termine au 13, rue Euryale-Dehaynin.

## Origine du nom

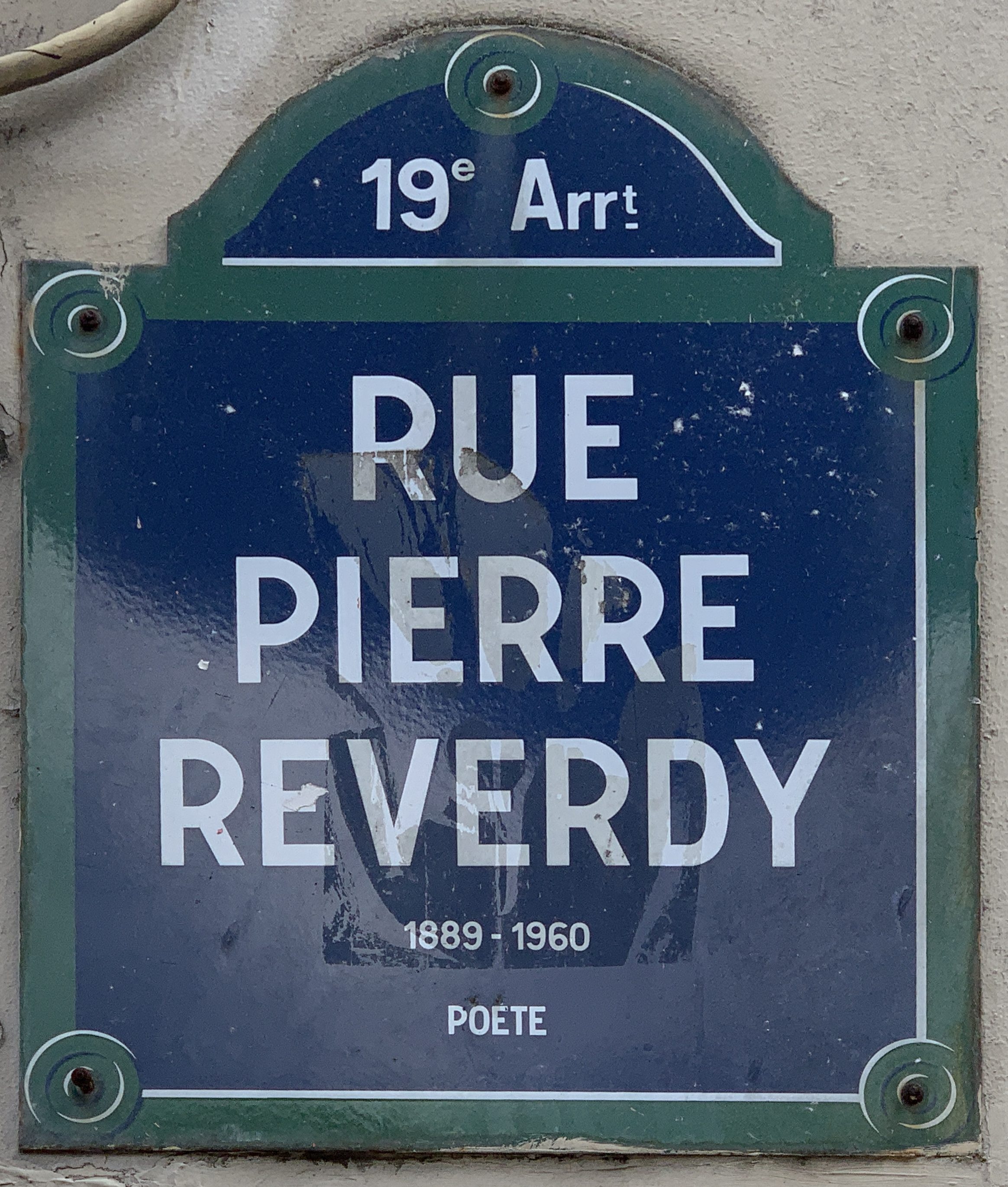
Plaque de la rue.

Elle doit son nom au poète français et précurseur du surréalisme Pierre Reverdy (1889-1960).

## Historique
La voie est créée sous le nom provisoire de « voie BV/19 » et prend sa dénomination actuelle par un arrêté municipal du 9 décembre 1985. 